# Gymnothorax atolli
Gymnothorax atolli är en fiskart som först beskrevs av Pietschmann, 1935.  Gymnothorax atolli ingår i släktet Gymnothorax och familjen Muraenidae. Inga underarter finns listade i Catalogue of Life.